# Trollhuvudtjärnarna
Trollhuvudtjärnarna är varandra näraliggande sjöar i Åsele kommun i Lappland som ingår i Ångermanälvens huvudavrinningsområde.
- Trollhuvudtjärnarna (Åsele socken, Lappland, 709719-159976), sjö i Åsele kommun, 63°58′02″N 17°50′46″Ö / 63.9671°N 17.8461°Ö (6,33 ha)
- Trollhuvudtjärnarna (Åsele socken, Lappland, 709719-160025), sjö i Åsele kommun, 63°58′02″N 17°51′06″Ö / 63.9673°N 17.8516°Ö
- Trollhuvudtjärnarna (Åsele socken, Lappland, 709741-159960), sjö i Åsele kommun, 63°58′16″N 17°50′10″Ö / 63.9711°N 17.836°Ö (8,31 ha)